# 2015年科威特清真寺爆炸案
2015年科威特清真寺爆炸案，是指發生在2015年6月26日的同一天，於法國、突尼斯、科威特、索馬利亞的四起恐怖攻擊事件的其中之一，四起事件中，以本起恐怖攻擊的傷亡人數最多。一名恐怖分子，衝入科威特首都科威特市的伊玛目萨迪克（Imam Ja'far as-Sadiq）什葉派清真寺，並引爆身上的炸彈。由於案發時正逢伊斯蘭教的齋戒月，寺中擠滿了信徒，導致大量傷亡。
案發後，一個名叫「纳季德省」的伊斯蘭國附屬組織聲稱犯下本起案件，伊斯蘭國向來認為什葉派是異教徒。